# Wolfgang Fraenkel
Wolfgang Fraenkel (* 10. Oktober 1897 in Berlin; † 8. März 1983 in Los Angeles) war ein deutsch-amerikanischer Komponist, Dirigent, Musiktheoretiker und Jurist.

## Leben
Wolfgang Fraenkel erhielt bereits in jungen Jahren Violinunterricht und studierte später Klavier und Musiktheorie am Klindworth-Scharwenka-Konservatorium in Berlin. Daneben studierte er Jura und war bis zum April 1933 Richter am Berufungsgericht Berlin. Nachdem alle Juden aus öffentlichen Ämtern entlassen worden waren, war Fraenkel ausschließlich auf seine musikalischen Tätigkeiten als Einkommensquelle angewiesen. 1936/37 dirigierte er dabei auch Aufführungen von Igor Strawinskys L’Histoire du Soldat.
Im November 1938 wurde Fraenkel im KZ Sachsenhausen inhaftiert, wurde aber – da seine Mutter als „arisch“ eingestuft worden war – nach ein bis zwei Monaten wieder entlassen, allerdings unter der Bedingung, Deutschland sofort zu verlassen. 1939 übersiedelte er daraufhin nach Shanghai, da dort – als einzigem Ort auf der Welt – keine Einreisepapiere oder Visa verlangt wurden.
Fraenkels Kompositionen dieser Zeit enthalten Elemente des Neo-Klassizismus, der freien Atonalität und der Zwölftonmusik. Zu seinen wichtigsten Werken zählen die Oper Der brennende Dornbusch (1926–1928) nach Oskar Kokoschka und die Kantate Die 82. Sure des Koran (1936).
In Shanghai wurde Wolfgang Fraenkel bereits Anfang 1940 Mitglied des Shanghai Municipal Orchestra, das unter der Leitung von Mario Paci seit 1919 zu einem professionellen Ensemble aufgebaut worden war. Daneben wurde er im Sommer 1941 Lehrer für Musiktheorie und Komposition am Konservatorium der Stadt, der ersten Musikhochschule in China. Heute sind mindestens 24 chinesische Studenten Fraenkels namentlich bekannt, unter ihnen führende Vertreter ihrer Generation wie Ding Shan-de (1911–1995), Sang Tong (1923–2011) und Zhang Hao (1910–2003).
Von Mai 1943 bis August 1945 lebte er im Shanghaier Zwangsghetto, das die japanische Besatzungsmacht veranlasst hatte.
Fraenkel übersiedelte im August 1947 nach Los Angeles. Dort lernte er auch Arnold Schönberg persönlich kennen und leitete in Konzerten anlässlich von dessen 75. Geburtstag am 13. September 1949 und am 22. Januar 1950 Aufführungen der Ode to Napoleon Buonaparte op. 41 (1942). Zu dessen Geburtstag widmete er Schönberg auch seine Musik für Streichquartett (1948/49).

## Nachlass
Wolfgang Fraenkel hinterließ 193 Werke, von denen 19 unvollendet blieben. Ein Großteil seines Schaffens ist heute im Besitz der Bayerischen Nationalbibliothek in München.